# دمية متحركة

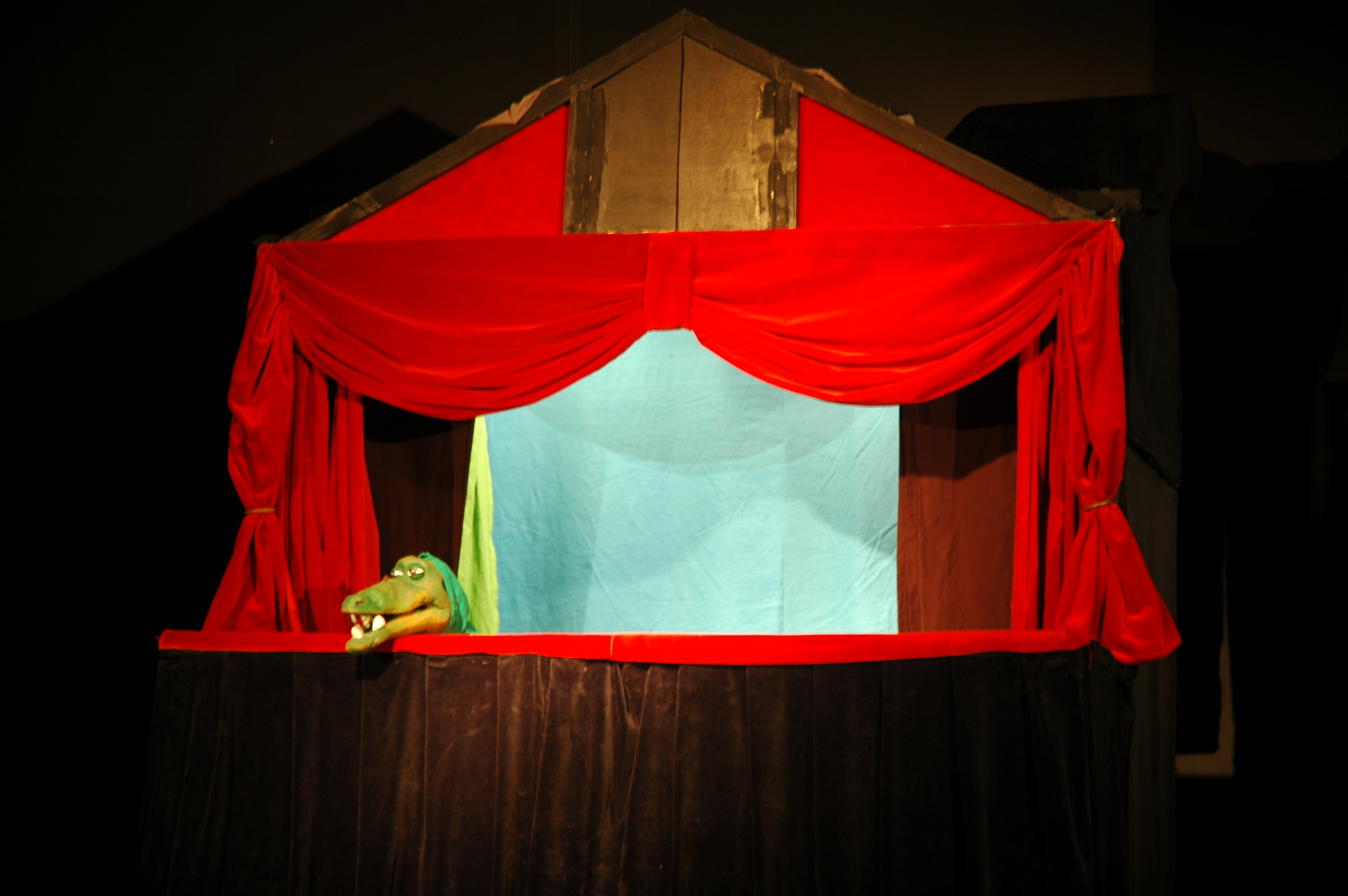
مسرح العرائس مع المرحلة والستارة

الدمية المتحركة أو العرائس (بالإنجليزية: Puppet، بالفرنسية: Marionnette، نقحرة: ماريونيت) هي مجسمات اصطناعية يتحكم في حركاتها شخص، إما بيده أو بخيوط أو أسلاك أو عصي. وقد تمثل الدمية شخصا أو حيوانا أو نباتا أو شيئا من الأشياء. وتتقمص هذه الدمى أدوارا في مسرحيات تعرف باسم عروض العرائس. ويسمى الشخص الذي يقوم بتحريك الدمى محرك الدمى.
يصنع كثير من الأطفال دمى من المواد الرخيصة كالقماش والخشب، أو من أشياء كعلب الألبان الفارغة أو الخرق البالية. ويقومون كذلك بتأليف عروض العرائس ثم يحركونها، ويعملون على تغيير أصواتهم مع تغيير الشخصيات. ويمكن استخدام منضدة أو رف كتب كمنصة لعرض العرائس. كما يمكن أن يعمل محرك الدمى من وراء غطاء أو شرشف، يشده بعرض الجزء السفلي من فتحة باب. ويتوارى خلفه فلا يرى المشاهدون غير الدمى المتحركة التي تظهر بالجزء الأعلى من فتحة الباب.

## الأنواع الرئيسية للدمى المتحركة
يوجد ثلاثة أنواع رئيسية من الدمى المتحركة هي
- الدمى المتحركة باليد
- الدمى المتحركة بالخيوط
- الدمى المتحركة بالعصي. ويشتمل كثير من العروض على أكثر من نوع من أنواع الدمى المتحركة.

البطل الأساسي في هذه العروض المسرحية هي العرائس وليس شخصيات بشرية كما يوجد في باقي أنواع المسرحيات. اهتم الإنسان بالدمى منذ عصور ما قبل التاريخ، حيث وجدت آثار تمثل الدمى في بلاد ما بين النهرين يعود تاريخها إلى الألف السادس قبل الميلاد، وما زال المنقبون بين الآثار يعثرون على دمى صغيرة تمثل مختلف الحيوانات، كما عثر في مصر على دمى ذات أذرع وأرجل متحركة.
يقال أن البداية الحديثة لمسرح الدمى ترجع إلى مسرح خيال الظل والذي كان أول من قام بتشخيصه رجل عراقي، رحل إلى مصر في أعقاب الغزو المغولي، ويدعى ابن دانيال الموصلي، الذي غادر مصر شاباً سنة 665 هـ وعمره 19 ربيعاً، وكان قد ذاق المرارة والألم نتيجة احتلال المغول الغزاة، مما أورثه مقدرة كبيرة على السخرية والتهكم مع الدعابة. وكانت من أهم مسرحياته: طيف الخيال، المتيم والصانع اليتيم، وعجيب وغريب.
أما طريقة أداء هذه المسرحيات فقد كانت على بساطتها غاية في الذكاء والإبداع، فمثلاً كانت تصنع الشخصية من الجلد والورق المقوى وتكون على شكل عرائس وأشخاص، وتوضع خلف ستار أبيض، ومن خلفها مصباح. فينعكس ظل تلك النماذج على الستار ليراها المشاهدون من الجهة الأخرى، وفي نفس الوقت يختفي مقدم التمثيلية خلف الستار في الظلام، وتحرك اللعب بالعصا والخيوط وتردد بعض العبارات التي تنطبق على الحركة. ومن أنواع الدمى، الدمية التي تلبس باليد كالقفاز وتحركها الأصابع، وهذه تظهر من فوق الستار وليست من خلفه.
في عالم الدمى المتحركة تختلف أصوات الممثلين وتتميز وفقا ً للدور الذي تؤديه، لذلك يقوم محركو الدمى بالتكلم من حناجرهم أو أنوفهم، فيبدو صوتهم رفيعاً أو عريضاً. وذلك حتى يتم اجتذاب سمع المشاهد أكثر. وكان لاعبو الدمى قديما ًيستخدمون زمارات مختلفة الأطوال والأحجام لإخراج أصوات متميزة عن الأصوات الاعتيادية غايتها شد انتباه المشاهد نحو المسرح.

## تاريخ مسرح العرائس أوالدمى الخشبية
ظهر مسرح العرائس قديما عند المصريين القدامى (الفراعنة)، والصينيين، واليابانيين (مسرح بونراكو)، وبلاد ما بين النهرين وتركيا. بيد أن اليابانيين تفننوا فيه حتى أصبح مسرح العرائس إحدى أدوات التعليم والتلقين، فهم من الأوائل الذين أتقنوا هذا النوع من المسرح، حيث يتهافت عليه الصغار والكبار بدون استثناء. وهناك من يعتبر أن مسرح الدمى كان بمثابة تماثيل وأوثان وأصنام، تحمل أقنعة دينية وروحية وصوفية، فتحيل على الديانة البوذية والطقوس الآسيوية. ومن ثم، فإن هذه الدمى:«تنحدر من عائلة تماثيل الفيلة المقدسة، التي كانوا يصنعونها» تشبها بالإله«في ظنهم؛ وأنها كان لها قبل قرون عديدة حركات منتظمة موسيقية، لاحركات متقلصة، ولم يكن بها حاجة إلى الحبال التي تسندها، ولم تكن تتكلم من خلال أنف العامل المستخفي الذي يحركها».
أما في الغرب، فلم يعرف الناس مسرح الطفل، إلا بعد أن تعرفوا مسرح العرائس والدمى المتحركة. فكان اللاعبون ينتقلون باللعبة ويتجولون بها من مكان إلى آخر، ومن منطقة إلى أخرى، وكانوا يرتادون المدن والقرى النائية لإسعاد الصغار والكبار على حد سواء. ومازال الاهتمام بالدمى المتحركة في الغرب ساري المفعول إلى يومنا هذا.
أما إذا انتقلنا إلى العالم العربي والإسلامي في العصور الوسطى، فلم يظهر مسرح الدمى والعرائس والكراكيز إلا في القرن الرابع عشر الميلادي في تركيا والعراق. وانتقل بعد ذلك إلى الشام ومصر وباقي الدول العربية والإسلامية. " ويبدو أن مسرح العرائس المعروف حاليا في كثير من دول العالم- يقول الباحث العراقي عمر محمد الطالب- هو امتداد للقره قوز لوجود تشابه كبير بين عرائسهما، مع الاختلاف الموجود بينهما من حيث التوجيه والإحساس بالشكل الشعبي. ونوع النصوص المستخدمة فيهما. والقرة قوز على أنواع: قره قوز يسافر، وقره قوز اللصوص، وقره قوز القاضي، وقره قوز التاجر، وقره قوز المريض، وقره قوز الضارب لزوجته. ومن خلال كل قصة تظهر أحداث مضحكة وتقليدية مثيرة للضحك، ولم تحتو مشاهده القصيرة على أي وعظ أخلاقي. فالشخصية الرئيسية لاتكف عن الكذب والسرقة والاحتيال وتنجو مع ذلك من كل عقاب. فالقرة قوز لايمكن أن يمثل في نظر الناس الضعيف الذي يلعب على الأكثر قوة أو على الأذكى، وإنما المحتال الذي يستطيع بمهارته الزائدة أن ينجو من العقاب.
فالقرة قوز مسرحية من نوع (الفارس) ثقيلة وممتدة تتوالى فيها الصفات والشتائم والمواقف المربكة. وقد يرتفع القرة قوز عن مستوى الإضحاك الفج وتصوير بعض مايجري في الحياة اليومية من علاقات بين الناس تصويرا يرتفع أحيانا إلى مستوى النقد كالعلاقة بين الزوج والزوجة، أو ينقد الصفيق الذي يستغل كرم المحسن إليه بثقل الطلبات عليه حتى يضيق الصدر وترتفع اليد بالعصا أو المدلس الذي يظن أن بوسعه أن يخدع القرة قوز ويسلبه بعضا من ماله، أو الغبي الذي يحاول القرة قوز أن يلقنه شيئا المرة بعد الأخرى ولكن ذكاءه المحدود يعجزه عن الفهم فيكون الضرب جزاء وفاقا له. كما قدم القرة قوز بعضا من القصص الشعبي إلى جوار إشارات إلى بطولات شعبية يطبعها بطابع الفكاهة والمرح."
وامتد هذا المسرح في العالم العربي والإسلامي، إلى أن تحقق لشعوبه الاستقلال والسيادة الوطنية بعد عهد الحجر والاستعمار، فتم تنظيم هذا المسرح بطريقة رسمية وغير رسمية، فأصبحت له مهرجانات وملتقيات وندوات للتعريف بمسرح الدمى والعرائس، بعد أن استفاد هذا المسرح من تجارب الغرب والشرق في هذا الميدان نظريا وتطبيقيا.
بيد أن مسرح العرائس بصفة خاصة ومسرح الطفل بصفة عامة في العالم العربي تراجع كثيرا، وغيب إعلاميا وتربويا وفنيا. هذا ما جعل الباحث المغربي حسن المنيعي يقول:«إن ظهور حركة مسرح العرائس قد حظيت بتقدير الآباء؛ لأنها ملأت فراغا هائلا يتمثل في غياب مسرح للأطفال كان موجودا من قبل في كثير من دول أوروبا. وبالإضافة إلى ذلك، فإنه يجب الاعتراف بأن أزمة المسرح في مجموع الدول العربية لها علاقة بانعدام فرجات خاصة بالأطفال؛ لأن هذه المخلوقات الصغيرة- في حالة إبعادها عن المشاركة في سن معين من طرف خبراء التربية- لاتهتم أبدا بالمسرحيات التي تقدم لها يوم تكبر، مما يفسر عندها وجود رغبة تكوين تام قابل لمساعدتها على إدراك مفهوم الدراما، واكتشاف الجلال والسحر فيها.»
تلكم – إذا- نظرة مقتضبة وموجزة حول مسرح الدمى والعرائس في تطوره التاريخي، والذي ينبئنا بأن هذا المسرح لقي ترحيبا كبيرا في الغرب والشرق على حد سواء. في حين، عرف تعثرا مستمرا واستهجانا كبيرا في عالمنا العربي والإسلامي؛ نظرا لاحتقارنا للفن والجمال بسبب فهمنا الخاطئ وتأويلنا السيئ لنصوص الدين الإسلامي. زد على ذلك، عدم تربية أطفالنا منذ الصغر وتعويدهم على الفنون الجميلة من تشكيل وموسيقى ومسرح وسينما كما هو الشأن في الدول الغربية التي ارتفع فيها الذوق الجمالي ارتفاعا ملحوظا ومشهودا.
كان المسرح قديما وسيلة لتسلية المواطنين بجانب التعبير عن الأوضاع الاجتماعية والسياسية للدولة، عن طريق تمثيل مسرحى بعرائس الدمى لعدة قصص ذو القيمة الإنسانية أو السياسية دون المساس بالحاكم.
وفي عروض مسرح العرائس يختبئ «المخرج» تحت طاولة ويحرك الدّمى بالخيوط الممدودة من أسفلها التي تحمل الدمى، أما عن مواكبة فن العرائس لتطور العصر الحديث فستبدل المخرج الطاولة بلوح خشبى يقف خلفه ويُدخل يديه في الدمى ويحركها بأصابعه فوق لوح الخشب، ويتكلم عن لسانها بأصوات مختلفة حيث يضع في فمه جهازاً يُغير الصوت.
يعد مسرح الدمى والعرائس من أهم التقنيات الدرامية التي يمكن اللجوء إليها للاستعانة بها في إخراج العروض المسرحية الموجهة إلى الأطفال الصغار، وتحبيك مشاهدها الدرامية، وتأزيم أحداثها بطريقة حركية ديناميكية. وهذا المسرح قريب جدا من اهتمامات الأطفال من الناحية الذهنية والوجدانية والحسية الحركية، مادام هذا المسرح يستخدم الحيوانات المقزمة في صيغ دراماتورجية مختلفة تتأرجح بين التراجيدي والكوميدي، وترد في أوضاع درامية متنوعة تجمع بين الجمال والقبح، والجد والهزل. كما يشغل هذا المسرح الطفولي الكائنات البشرية الصغيرة التي تهتز جسديا وموسيقيا وكوريغرافيا بطريقة لافتة للانتباه، فتثير الضحك، ثم تمتع الأطفال تسلية وترفيها وفائدة. إذا، ماهو مسرح الدمى والعرائس؟ وما أنواعه؟ وما تاريخه؟ وماهي وظائفه الفنية والجمالية؟ وكيف نشغله في مسرح الطفل؟ تلكم هي الأسئلة التي سوف نحاول الإجابة عنها في موضوعنا هذا.

## إستراتيجية مسرح العرائس
من المعروف أن مسرح العرائس له عدة مصطلحات ومفاهيم مترادفة أو شبه مترادفة، منها: مسرح الدمى، ومسرح الماريونيت، ومسرح الكراكيز، ومسرح الأراجوز، ومسرح قره قوز، ومسرح قرقوش.
فإذا كانت الدمى والعرائس والدمى المتحركة كائنات جامدة مصنوعة بأدوات ومواد مختلفة يحركها اللاعب أو الممثل فوق الخشبة الركحية لأداء مجموعة من الأدوار التشخيصية الدرامية، فإن كلمة الكراكيز أو قره قوز تركية الأصل «مؤلفة من لفظتين: قره، ومعناها أسود، وقوز ومعناها عين، فالمعنى الكامل (العين السوداء)، وسمي بذلك أن الغجر السود العيون هم الذين يؤدونه، أو لأنه ينظر إلى الحياة بعين سوداء أو من خلال منظار أسود، لأن القرة قوز يقوم على الشكوى من الحياة ومحنها ومفاجآتها وتقلب أحوالها ونقدها. وزعم المستشرق (ليتمان) أن لفظة قره قوز تحريف لاسم (قرقوش) الذي كان وزيرا في عصر الأيوبيين وقد اشتهر بالظلم إن حقا وإن باطلا.»
وعليه، فمسرح العرائس والدمى هو مسرح يعتمد على تشغيل الدمى أو الكراكيز والدمى المتحركة بطريقة دراماتورجية فنية للتثقيف تارة وللترفيه تارة أخرى. وهو أيضا مسرح مكشوف يعرض قصصه في الهواء الطلق، وله ستارة تنزل على الدمى أو ترتفع عنها. أما الممثلون فشخص واحد أو أكثر وقد يصلون إلى خمسة، وهم على شكل دمى محركة بواسطة أيدي اللاعبين من تحت المنصة أو بواسطة الخيوط.
مسرح العرائس هو مسرح الدمى والكراكيز والعرائس المتحركة. ومن المعلوم، أن لهذا المسرح تأثيرا كبيرا على الأطفال الصغار، حيث يبهرهم ويدهشهم بقصصه الهادفة التي تسعى إلى إيصال القيم الفاضلة والأخلاق النبيلة لغرسها في نفوس هؤلاء الأبرياء الصغار.
هذا المسرح يعتمد على الدمى باعتبارها شخصيات فاعلة فوق الركح، تحركها أيد بشرية من الخلف أو من فوق أو من تحت. ويمكن أن تكون هذه الدمى كائنات بشرية أو حيوانات أو كائنات نباتية أو أشياء جامدة. ويتحكم فيها المخرج أو الممثل أو اللاعب بكل مرونة وطواعية، فتؤدي كل مايريد المخرج أن يوصله إلى الطفل من أفكار ومشاعر وأحاسيس ورؤى.
ومن حيث الفضاء الدرامي الذي تشغله هذه الدمى والعرائس، فإن اللاعبين يقدمون عروضهم داخل علب مغلقة، ينفتح وسطها على الجمهور في شكل شاشة سينمائية. وفي هذا الوسط الركحي، تتراقص الدمى والعرائس من قبل لاعبين مختفين خلف العلبة. وهناك من يقدم عروضه المسرحية بواسطة الدمى والعرائس فوق خشبة المسرح، ويحركها بشكل مباشر أمام الجمهور. ولكنه لايرى من قبل المشاهدين؛ لكونه يلبس زيا أسود، فتنعكس عليه إضاءة خاصة، لاتظهره جيدا أمام المتفرجين الراصدين.

## أنواع مسرح الدمى والعرائس
مسرح العرائس والدمى أنواع متنوعة. فعلى مستوى التحريك، هناك أنواع عدة: نوع يحرك أمام الجمهور مباشرة بواسطة خيوط، ونوع يحرك بأيدي اللاعبين أنفسهم، ونوع آخر يدخل في داخله الممثلون وأقصد هنا الدمى الكبيرة والضخمة التي تتجاوز المتر والمترين وثلاثة أمتار. ويمكن اعتماد تصنيف آخر: الدمى المحركة بعصا، حيث تثبت الدمى والعرائس على عصا، فتحرك بواسطة قضبان حديدية أو خشبية. والدمى القفازية التي تحرك بواسطة اليد عن طريق إدخال اليد والأصابع داخل الدمية. ودمى الخيوط التي تحرك بواسطة خيوط مشدودة إلى أطراف الدمية، يحركها اللاعبون من أعلى الخشبة. لكن اليوم تحرك الدمى والعرائس عن بعد بواسطة وسائل إلكترونية متطورة جدا. ومن حيث الشكل، فهناك دمى ضخمة ودمى صغيرة ونصف دمى، وهناك أيضا دمى محشوة وغير محشوة. ومن حيث الصورة، يمكن الحديث عن دمى بشرية، ودمى نباتية، ودمى حيوانية، ودمى الجماد، ودمى الخارق التي تتشكل من الجن والعفاريت وغيرها من الكائنات الميتافيزيقية والمخلوقات الفانطاستيكية. ومن حيث المادة التي تصنع بها العرائس، فهناك أيضا أنواع: العرائس الخيطية، والعرائس الخشبية، والعرائس الورقية، والعرائس الكارتونية، والعرائس البلاستيكية، والعرائس البوليستيرية، والعرائس القطنية، والعرائس الكتانية (عرائس القماش).

## دمة الخيوط والجوراب المتحركة
تختلف عرائس الدمى المتحركة عن الدمى الخشبية، فيقوم الفنان بتحريكها من أعلى المسرح عن طريق خيوطها المتصلة بأعضاء أجسادها المختلفة، وتُلبّس الدمى المتحركة ملابس تليق بشخصيتها في القصة كما تملك وجها معبراً وشعرا أو منديل رأس على حسب سيناريو القصة.
وهذا النوع من العرائس يحتاج إلي تدريب وجهد كبير لتظهر على المسرح وكأنها تجسد شخصية حية، والبطل الأساسي في هذه العروض المسرحية هي العرائس وليس شخصيات بشرية بل عبارة عن مجسمات اصطناعية يتحكم في حركاتها شخص، إما بيده أو بخيوط أو أسلاك أو عصي، وتتقمص هذه الدمى أدوارا في مسرحيات تعرف باسم «عروض العرائس» على اختلاف أدوارها فيمكن أن تمثل شخصا أو حيوانا أو نباتا.
وفي السعودية لعب الدمى المتحركة دورا رائع في جذب الأطفال ومن أشهر مسارح الدمى المتحركة الكوميديه في السعودية «يوميات دونه» للأدبيه والاعلامية السعودية مريم محمد الصقر وهومن فكرتها وإعدادهاسواء للفكرة أو النص المسرحي أوتصمميم الشخصيات وقام بإخراج عبد الله بن عامر عسيري اوإنتاج التلفزيون السعودي مركز تلفزيون جده عام 2004م والتي عرضت ضمن حلقات «مجلة العصافير» وهي مجلة مرئية ومتنوعه للطفل ووتحدتث عنه جميع الصحف المحلية وصحيفة الدستور الاردنيه.

## مسرحخيال الظل
فن بسيط يعتمد على الخيال ويطلق عليه فن«شخوص الخيال، خيال الستار، ظل الخيال، طيف الخيال»، وهو عبارة عن ضوء مسلط على ستارة بيضاء شفافة وخلفها عالم من القصص والحواديت الرومانسي منها والسياسي والاجتماعي وأخر تربوي وطفولي يقدم الحكاية بصورة ساخرة مبسطة.
وتعتمد تجسيد تلك القصص على عرائس مصنوعة من جلود الحيوانات المجففة الرقيقة وبعضها تستخدم إشارات بالإيدي والجسد أحياناً، فيعتبر فن خيال الظل النواة لفكرة السينما.
وكانت تعرض مسرحيات خيال الظل بمختلف المناسبات وبالأماكن العامة والخاصة من مقاهي وغيرها ويقبل عليها جميع طبقات المجتمع.
اختلف الباحثون حول تاريخ فن خيال الظل وبلد نشأته فهناك من أرجعه لبلاد الشرق الأقصى ومنه للقاهرة ودول العالم العربي ومنهم من أرجع نشأته لبلاد الصين والهند وغيرهم لبلاد اليونان.

## أساطير وحكايات
وتعددت الأساطير والحكايات حول بداية خيال الظل ومن أشهر تلك الأساطير المتعلقة ببداية فن خيال الظل «أسطورة كرة كوز وحاجي واد»، وظهرت تلك الأسطورة بتركيا حين أمر السلطان العثماني «أورخان غازي» ببناء جامع بمدينة البورصة، وكان من بين العمال عاملان يمتازان بخفة الظل وروح الدعابة والفكاهة ويضيفان جوا من البهجة والمرح أثناء العمل وهما «كره كوز وحاجي واد»، وكانا يقومان بحركات مرحة وراء ستار. والتف العمال حولهما تاركين عملهم مما تأخر الوقت في بناء الجامع وحين سأل السلطان السبب، أخبره عن العاملان فجاء بهما وأمرهما أن يقدما له عرضا مما قدماه من قبل وسعد السلطان بهما ولكنه أمرهما أن يعرضا هواياتهما في وقت الراحة. وقال الباحثون أن أول مرة عرف فيها العرب فن خيال الظل كان بالعصر العباسي، وجاء لمصر بالعصر الفاطمي، وأطلق على مسرحيات ومسلسلات خيال الظل بالعصر المملوكي اسم«بابات» ومفردها «بابة».
ومن أشهر فناني خيال الظل الطبيب المصري«بن دانيال» وعرفت عنه ثلاث مسلسلات هم«عجيب وغريب، وطيف الخيال المحفوظة قصتها بدار الكتب المصرية بالقاهرة، بجانب قصة المتيم»، وهناك أحد الدمى المعروفة عنه والمحفوظة بالقسم متحف برلين داخل القسم الإسلامي هناك فرق مصرية وهناك بعض الفرق التي لاتزال تهتم بفن خيال الظل وأشهرها فرقة «ومضة» بإشراف الدكتور نبيل بهجت الذي يحاول الحفاظ على هذا الفن وتراثه وتطوره بشكل مستمر.
وكان التليفزيون المصري بفترة من الفترات قرر إحياء فن خيال الظل القديم ببرنامج «حكايات خيال الظل» للأطفال، وكان يذاع بصورة يومية في شهر رمضان الكريم.

## وظائف مسرح الدمى والعرائس
لمسرح العرائس والدمى وظائف عديدة تتمثل في الوظائف التربوية والديداكتيكية والاجتماعية والنفسية والتثقيفية علاوة على وظائف التسلية والترفيه والإمتاع. كما يعد قناة أخلاقية تنقل مجموعة من القيم النبيلة والأخلاق الفاضلة إلى الطفل من أجل تغيير سلوكه بما بماهو أفضل وأحسن. ويمكن«للأطفال – حسب الباحث المغربي سالم كويندي- ممارسة اللعب التمثيلي بالعرائس، وهذا راجع لحبهم للدمى، كما أن مسرح الدمى يعتبر من أقدم الأنواع المسرحية والتي كانت تستهوي الكبار والصغار على السواء، إلا أن التوجه الحالي لها يكاد يجعلها مقتصرة على الأطفال، وذلك لتعلق الأطفال بها لما تقدمه لهم من متعة وتسلية وكذا تربوية وتعليمية. كما أن فكرة التمثيل بالعرائس من شأنها أن تعوض العمل باللوحة الوبرية المتبعة في السنوات التعليمية الأولى كوسيلة تعليمية.»
ومن هنا، فإن مسرح العرائس يلبي رغبات الطفل الشعورية واللاشعورية، ويحقق له توازنا نفسيا من خلال تخليصه من مكبوتاته الدفينة والمترسبة في عالمه الجواني وجدانيا وعضويا. كما يحرره من قيود الذات المنكمشة، ومن ضغوطات الأسرة والشارع والمدرسة والمجتمع على حد سواء عبر ممارسة اللعب والمشاركة في الفرجة الدرامية التي تقدم له بطريقة كوميدية فنية وجمالية تقوم على الإضحاك والتسلية والترفيه.

## المخرج المعاصر ومسرح الدمى
هناك مجموعة من المنظرين والمخرجين المعاصرين الذين وظفوا مسرح الدمى والعرائس في مسرحياتهم سواء أكانت موجهة إلى الصغار أم إلى الكبار من أجل تأدية عدة أغراض تتجاوز ماهو تثقيفي وترفيهي إلى ماهو فلسفي وروحاني وديني وصوفي وطقوسي. ومن أهم هؤلاء المنظرين والمخرجين، نذكر على سبيل التمثيل: ديدرو، وماييرخولد، وإدوارد كوردون كريك، وبيتر شومان.
ديدرو:
نظرا لما تمتاز به الدمية من حركة ديناميكية، وسرعة في التغير مع المواقف والمشاهد الدرامية، ومرونة في التصرف والتكيف، وقدرتها الكبيرة على الاستجابة لماهو صوتي وحركي وحدثي، فقد نظر ديدرو إلى الممثل باعتباره يشبه«دمية أخرى عجيبة، حيث يمسك الشاعر بالخيط الذي يشير في كل سطر إلى الشكل الحقيقي الذي يجب أن تأخذه». أي إن الممثل الحقيقي حسب ديدرو ينبغي أن يكون في حركاته وقوامه مثل دمية عجيبة خارقة تثير إدهاش الآخرين، وتستجيب للمخرج بكل مرونة وطواعية كبيرة.
فيسفولد ماييرخولد:
يعد ماييرخولد من المخرجين السباقين الذين تعاملوا مع الممثل على ضوء نظرة بنيوية شكلانية وآلية ميكانيكية ديناميكية، حينما اعتبر الممثل مجرد دمية متحركة، يمكن تطويعها بطرائق مختلفة من أجل أداء ما يريد المخرج أداءه في عرضه المسرحي. وكل هذا من أجل تجاوز الواقعية الباطنية لدى أستاذه قسطنطين ستانسلافسكي، وتعويضها بنظريته البيوميكانيك.
كوردون كريك:
يعد كوردون كريك من أهم المخرجين المعاصرين الذين دافعوا عن مسرح الدمى باعتباره رمزا دينيا مقدسا يحيل على المعتقدات الروحانية لبلدان الشرق الأقصى. إذ يقول في كتابه«في الفن المسرحي»:«إني لأبتهل إلى الله أن تعود الدمى سيرتها الأولى؛ أعني الدمى المسرحية العليا، لتعمر مسارحنا؛ لأنها حينما تعود، وتقع عليها أنظار الناس، لا أكثر من وقوع، فإنهم سوف يعشقونها عشقا يجعل من اليسير عودة البشر مرة ثانية إلى متعتهم القديمة في الاحتفالات الدينية ذات الطقوس- ومرة ثانية سوف يحتفل الناس بعيد الخلق، ويعود إجلالهم لعيد البقاء، كما يعود تشوفهم الديني السعيد إلى الموت من جديد!».
هذا، وقد تأثر گريگ (1872-1966) كثيرا بمسرح أنطونين أرتو ألا وهو مسرح القسوة، وطبقه في الكثير من مسرحياته المثيرة للإعجاب. وإذا كان ستانسلافسكي وگروتوفسكي قد أشادا بدور الممثل باعتباره الركن في العملية الدرامية والسينوغرافية، إلا أن گريگ اعتبر الممثل دمية خارقة - متأثرا في ذلك بالمسرحي الرمزي ماترلنك (1862-1949)- يمكن أن يتحكم فيها المخرج كيفما يشاء ويطوعها بالطريقة الفنية التي يريدها بعيدا عن كل مظهر واقعي احترافي. وبهذا يتبنى گريگ المذهب الرمزي في تشكيل الممثل باعتباره دالا رمزيا، أي إن الممثل يصبح رمزا وقناعا يمكن تشكيله بطريقة تتجاوز الشخصية الواقعية. وبهذا ثار گريگ على المسرح، وحاول تدميره وتعريته من كواليسه وزخارفه، وحد من نجومية الممثل، واعتبره مجرد لعبة في يد المخرج" محرومة من كل مبادرة خلاقة تعتمد على الإمكانات والطاقات الذاتية. لقد أصبح الممثل أشبه بالدمية، إنه بالنسبة إلى كريج " عبء وصعوبة. إذا استخدم الممثلون فيجب أن يكفوا عن الكلام ويتحركوا فقط...وإذا أرادوا أن يرجعوا إلى الفن في صورته الأصلية فالتمثيل هو الفعل، والرقص هو الشعر في هذا الفعل".
وهنا، يتأثر هذا المخرج البريطاني الكبير بالروسي ماييرخولد الذي اعتبر بدوره الممثل دمية في يد المخرج، يؤطرها بالطريقة التي يرتضيها، وعلى ضوء الفلسفة التي يتبناها.
بيتر شومان:
أسس النحات الألماني بيتر شومان مسرح الدمى والخبز بالولايات المتحدة الأمريكية سنة 1962م. وقد قدمت عروض هذا النوع من الدراما في المقاهي والمطاعم والكنائس والمسارح والشوارع والأماكن العامرة. وعرضت أيضا في الهواء الطلق. وبهذا يتجاوز هذا المسرح فضاء القاعة لينقل عروضه إلى الفضاءات المفتوحة. وتركز هذه النظرية على تشغيل الدمى على غرار تجربة الدمى اليابانية.
ويعتمد العرض في هذا النوع من المسرح الجديد والطليعي على توظيف الأقاصيص والخرافات والفولكلور والحكايات الرمزية التعليمية وأدب الأطفال. وتتسم لغة بيتر شومان في عروضه المسرحية بالوضوح والمباشرة المختلطة بشعرية رفيعة المستوى. وكان يخاطب بمسرحه كل فئات الجمهور، ويراعي مستوى تلقيها للعمل المسرحي.
أما الممثلون فإنهم «لاينتمون إلى مدرسة احترافية، وإنما يصنعون الأقنعة بأنفسهم، كما يرقعون أكسيسواراتهم، وآلاتهم الموسيقية انطلاقا من الأشياء التي يعثرون عليها في القمامات، إذ نجدهم يستعملون تلقائيا العرائس الضخمة التي يصل طولها ثلاثة أمتار، كما يستعملون عرائس محشوة، ونصف عرائس، وممثلين مقنعين، وآخرين تطلى وجوههم بالمساحيق. ومن ثم فإن كل فرجة تأخذ شكلا طقوسيا وتشوبها أحيانا حركة بطيئة جدا يسودها صمت شامل.» هذا، وقد تأثرت فرقة إيرلندية بهذا المسرح حيث قدمت في المسرح الجامعي بالدار البيضاء ما بين4 و18 شتنبر 1992م مسرحية، يقوم فيها الممثلون بتشغيل الدمى المتفاوتة الإحجام على الركح لتقديم العرض عن طريق تشخيص الأدوار عبر إصدار أصوات رمزية دالة، والدخول في حوار سيميائي تواصلي مع الدمى.

## آليه تقديم عرضا مسرحيا بواسطة تقنية الدمى والعرائس
عندما نريد أن نقدم عرضا مسرحيا للأطفال الصغار سواء في مرحلة الحضانة أو مرحلة التعليم الأولي، علينا أولا وقبل كل شيء صنع الدمى والعرائس والكراكيز التي تتناسب مع بيئة الأطفال الاجتماعية والنفسية والأخلاقية، وكذلك التي تتلاءم مع عاداتهم وتقاليدهم وأعرافهم داخل مجتمعاتهم التي يعيشون فيها. إذ نرفض بشكل مطلق أي تغريب مدجن للأطفال الصغار بأي شكل من الأشكال، ونرفض كذلك أي استلاب إيديولوجي وقيمي وحضاري تحت أي شعار أو غطاء.
ولكن لايمكن في الحقيقة صنع الدمى والعرائس حتى يتم إعداد القصة الطفلية وتحضيرها فنيا وجماليا من البداية حتى النهاية، باحترام خطوات التحبيك الدرامي التي تتمثل في العناصر التالية: الاستهلال- العقدة- الصراع- الحل- النهاية. ويعني هذا أن اللاعب أو المخرج أو المؤلف عليه أن ينسج مسرحية تتوافق مع خيال الطفل المخاطب، فيختار اللاعب مسرحية تتناسب مع عمر الطفل وسنه وميولاته الوجدانية والنفسية والشعورية والذهنية. وبعد ذلك، يختار الشخصيات التي ستنجز الأحداث داخل فصل مسرحي واحد، وينتقي الفضاء الزمكاني الذي ستدور فيه الأحداث المقدمة.
وبعد تصور مضامين المسرحية وأجوائها التخييلية، يستحضر اللاعب الأدوات والوسائل التي يصنع بها العرائس والدمى، فيختار بين مجموعة من المكونات كالورق والقماش والبلاستيك والخشب والبوليستر، فيرسم الوجوه والأشكال والأجساد على السبورة أو يخطها في شكل بورتريهات على الأوراق، فيلونها بشكل مسبق، ويحدد ملامحها بدقة مضبوطة.
وبعد ذلك، ينتقل اللاعب إلى الممارسة العملية، فيبدأ في صنع الدمى والعرائس اعتمادا على تقاسيمها وتفاصيلها المرسومة على السبورة أو الورق. فلو قررنا أن نصنع دمى بالقماش، نخيط مجموعة من الموديلات البشرية أو الحيوانية أو النباتية، فنحشوها بالقطن أو ورق الجرائد أو بالإسفنج أو بمواد أخرى لينة ومرنة.
وأثناء العرض المسرحي، نربط أطراف الدمى بخيوط، فنحركها من فوق، داخل علبة مغلقة ومغلفة بالسواد، لايظهر منها سوى إطار يشبه شاشة السينما مغطاة بستارة، فنقدم الشخصيات، فيبدأ الراوي في تقديم الحكاية بصوت واضح وجهوري. وتدخل الشخصيات في اللعبة الدرامية من البداية حتى النهاية. ولابد للمسرحية أن تقدم العبر والمقاصد والدروس التعليمية للصغار عبر مساءلة الأطفال الحاضرين أثناء لحظة تكسير الجدار الرابع.
ولابد للمخرج أو اللاعب أن يزين المسرحية بخلفية الفنوندو أو لوحة سينوغرافية أنيقة وجميلة تحمل دلالات سيميائية معبرة وموحية لها علاقة بالمسرحية. فإذا كانت المسرحية موضوعها«الشجرة والحطاب»، فمن الأفضل أن تكون الجدارية أو اللوحة الخلفية عبارة عن غابة شاسعة الأطراف مزينة بالأزهار والورود والأشجار والحيوانات، تتخللها إضاءة تحتية خفيفة وعامة.
ولابد أيضا أن تتخلل المسرحية حوارات ثنائية أو منولوجات وظيفية أو لحظات غنائية ومشاهد لعبية كوريغرافية راقصة، وتعقبها سخرية صوتية مفارقة مضحكة باستعمال أصوات في غاية الفخامة والجهر والشدة والضخامة، وأصوات أخرى مقابلة تميل إلى الليونة والسلاسة والهمس والرخاوة حسب تلون المواقف والمشاهد الدرامية.

## معرض صور

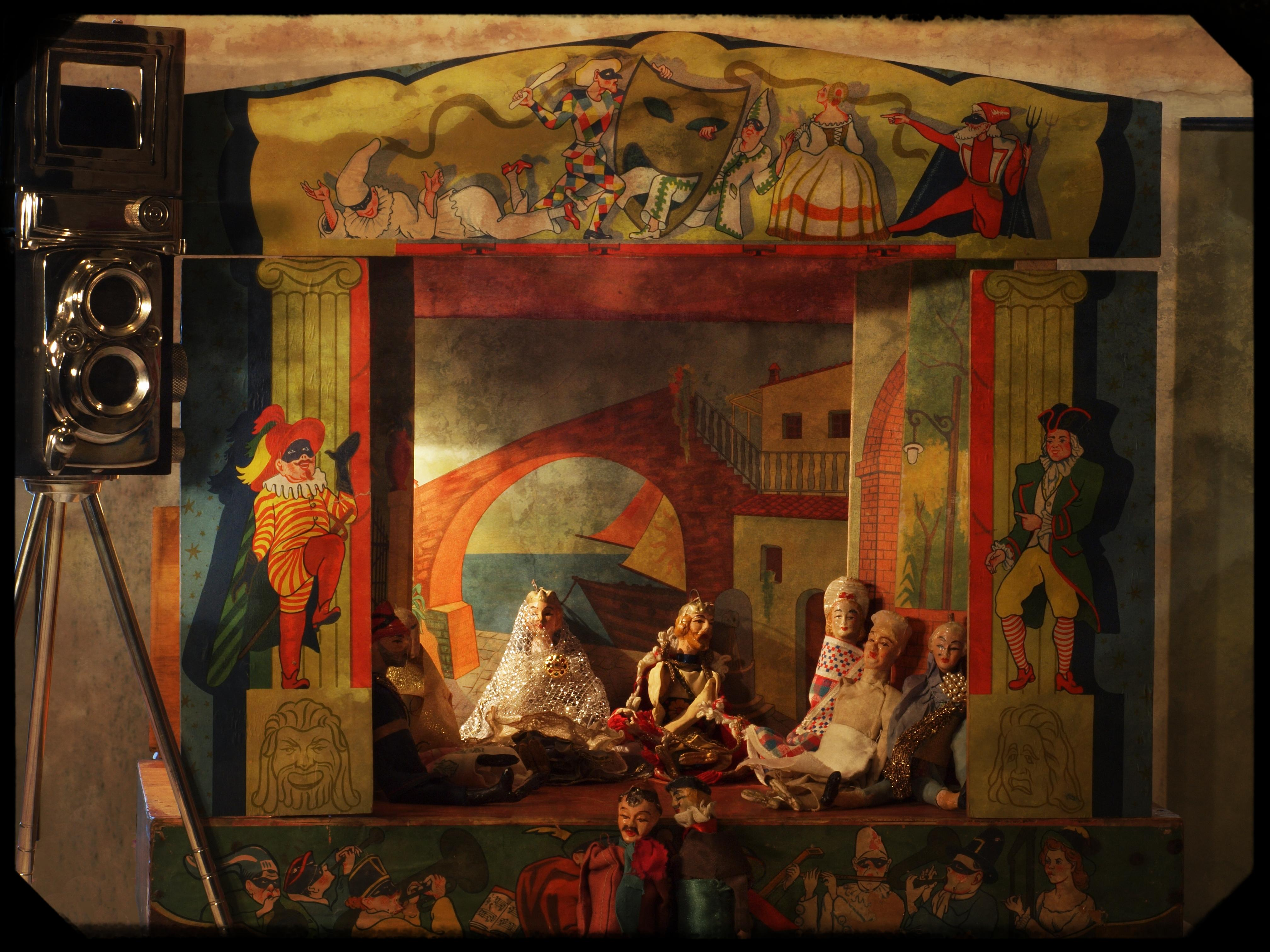
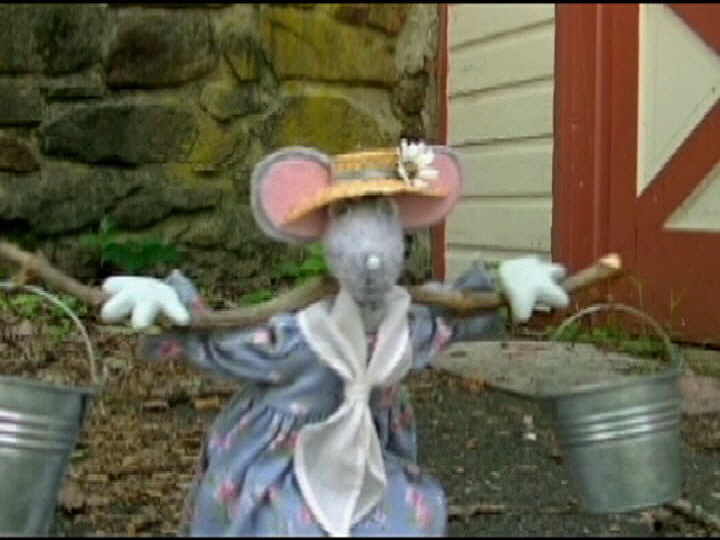
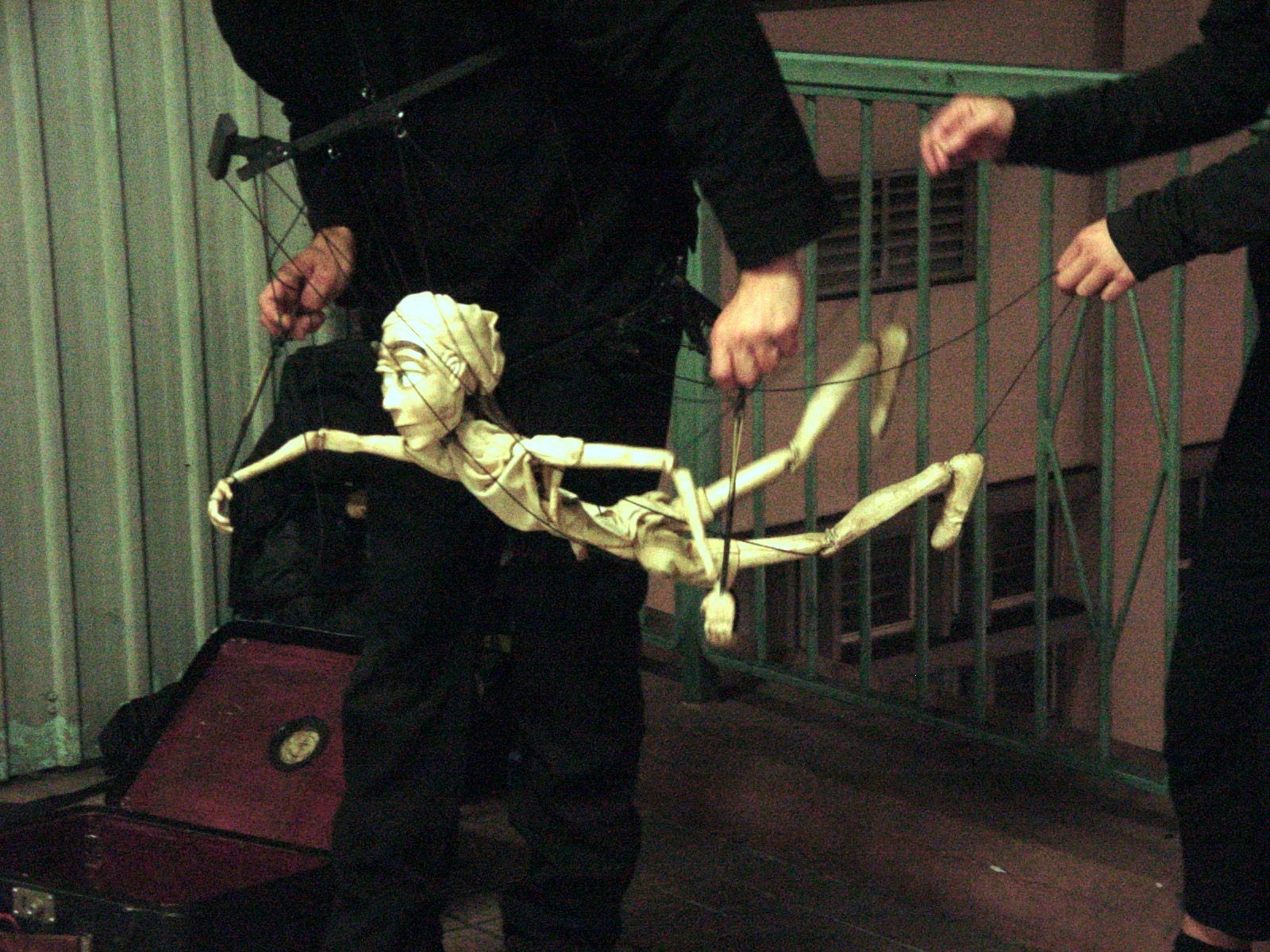
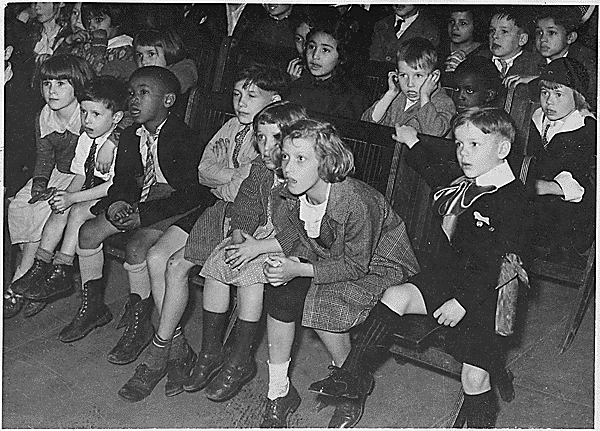
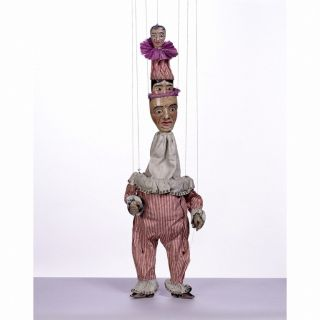
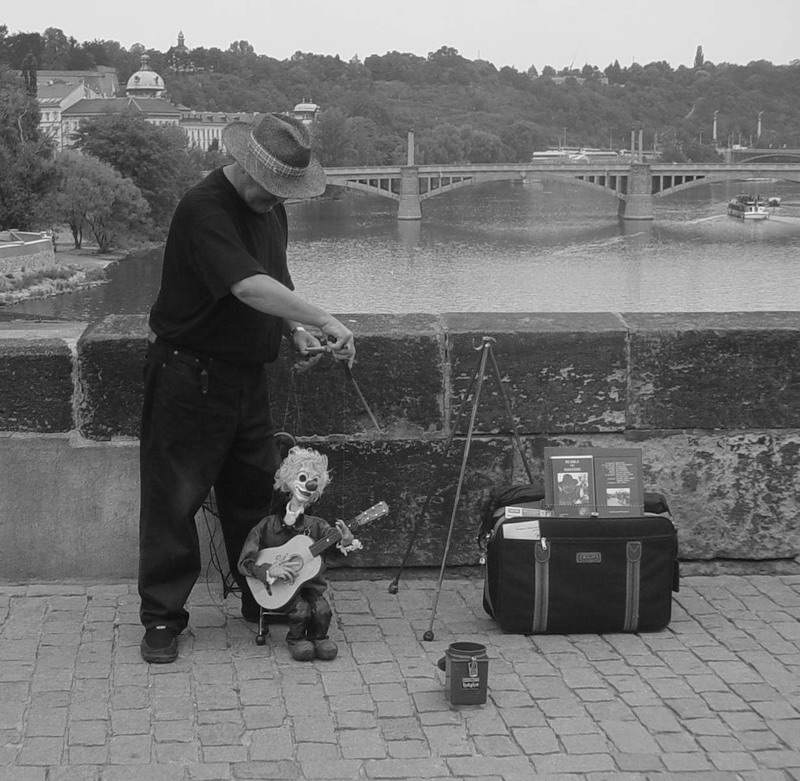